# Station Buizingen
Station Buizingen ligt langs spoorlijn 96 (Brussel - Bergen - Quévy) in de Belgische plaats Buizingen, een deelgemeente van de stad Halle in de provincie Vlaams-Brabant. Bij de aanleg van het spoor is in 1840 het dorp Eizingen afgebroken. Het is nu een stopplaats. Men kan er kosteloos parkeren en er is een gratis fietsenstalling.

## Treindienst
| Serie | Treinsoort | Route                                               | Bijzonderheden         |
| ----- | ---------- | --------------------------------------------------- | ---------------------- |
| S 2   | GEN (NMBS) | 's-Gravenbrakel – Buizingen – Brussel-Zuid – Leuven | Rijdt 1×/u. op zondag. |

## Galerij

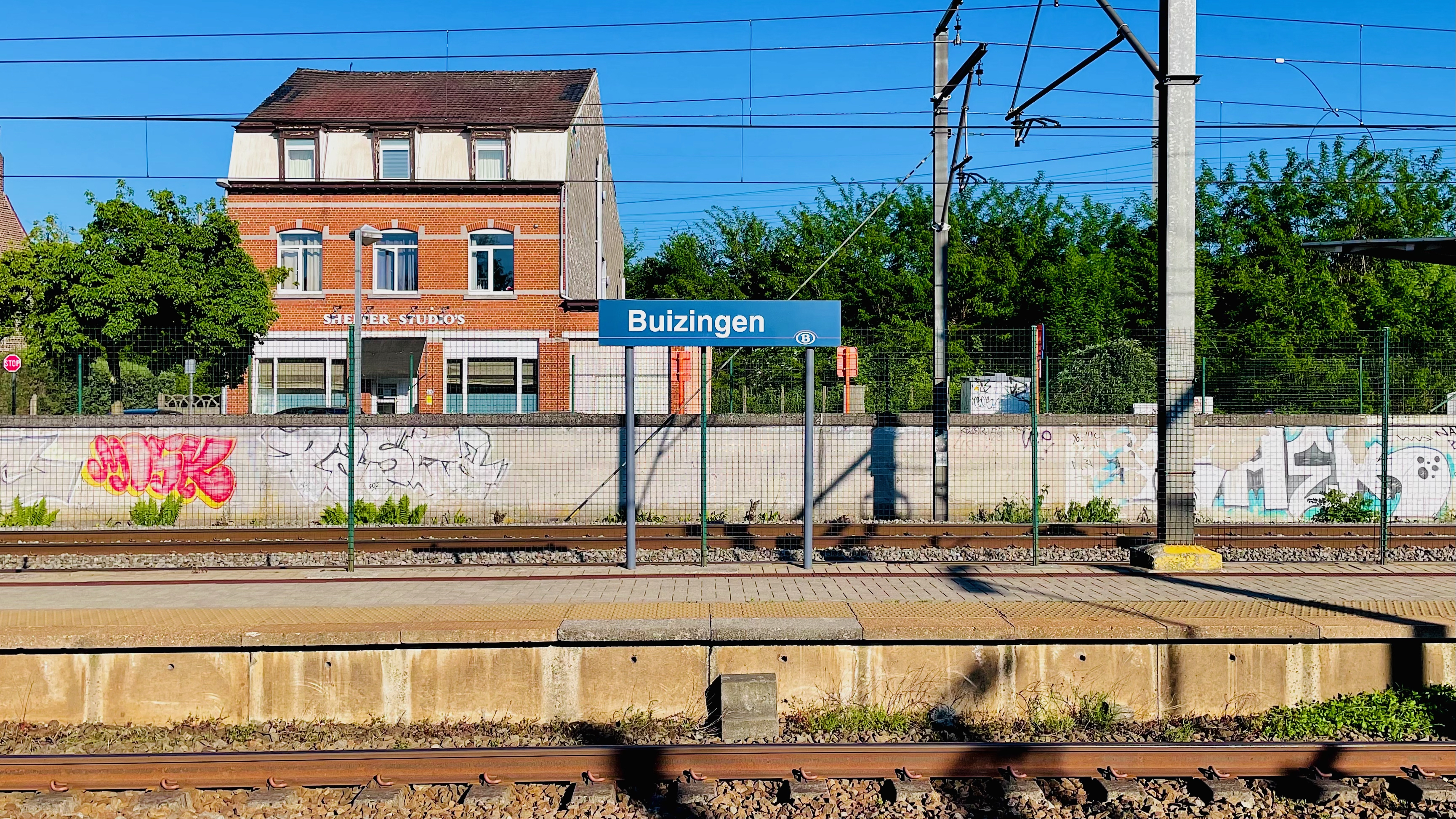
Naambord op een perron
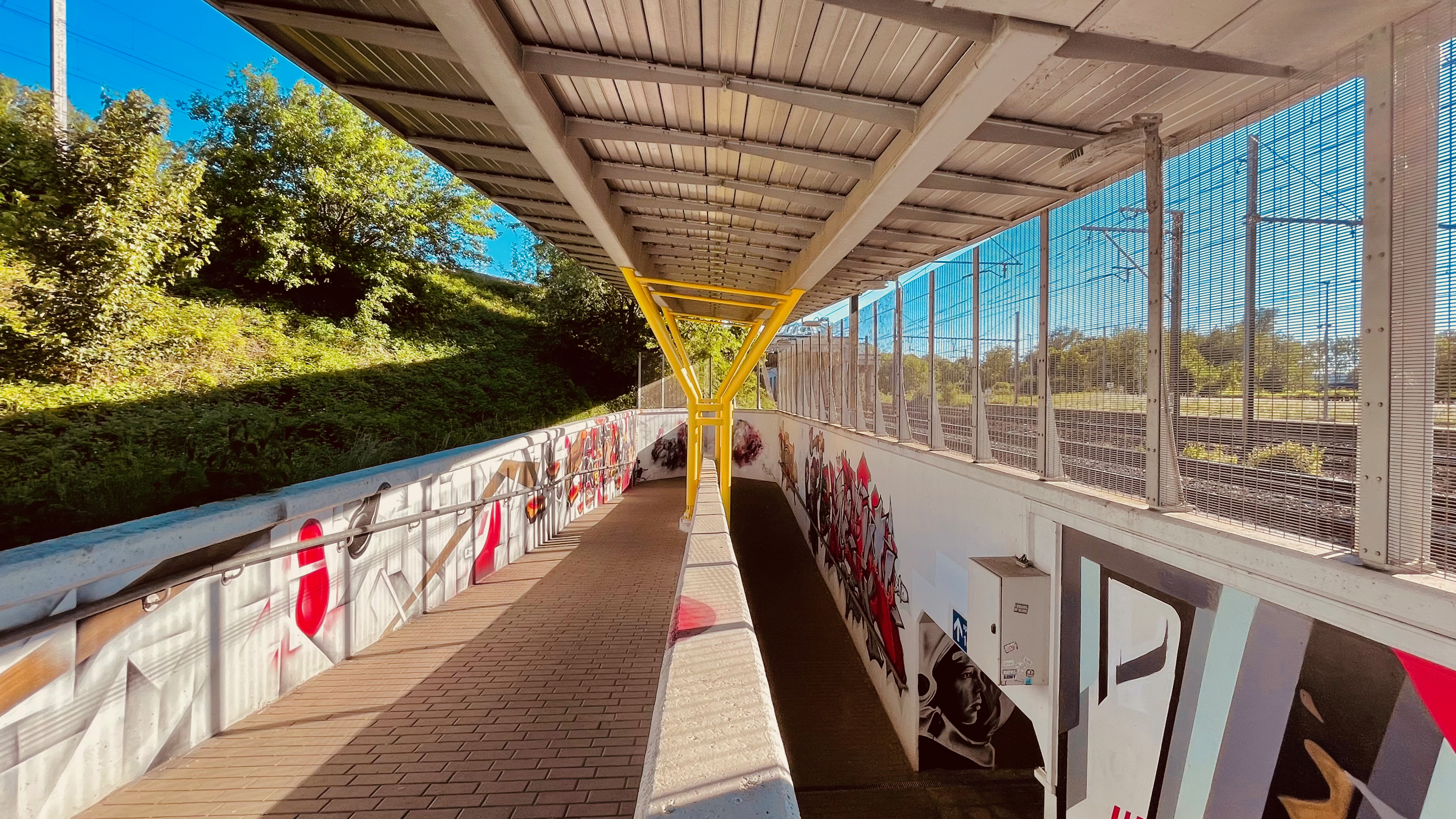
Toegangshelling
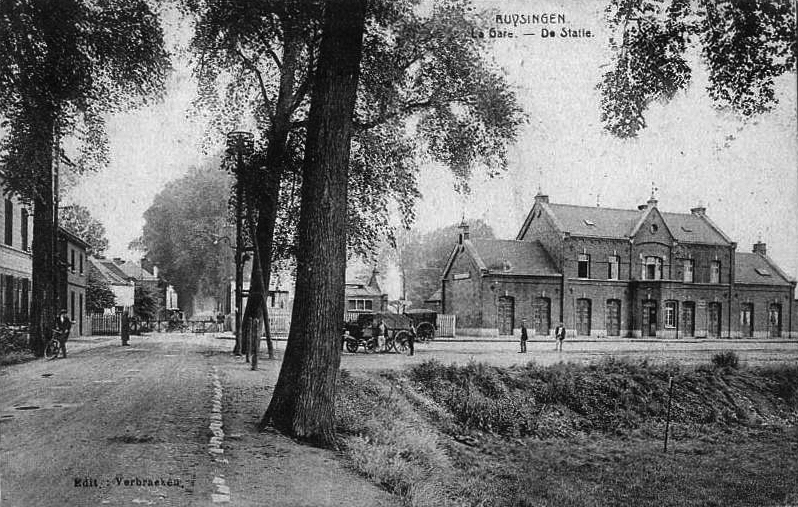
Station Buizingen omstreeks 1900

## Reizigerstellingen
De grafiek en tabel geven het gemiddeld aantal instappende reizigers weer op een week-, zater- en zondag.
| Tabel: aantal instappende reizigers station Buizingen | Tabel: aantal instappende reizigers station Buizingen | Tabel: aantal instappende reizigers station Buizingen | Tabel: aantal instappende reizigers station Buizingen |
|                                                       | Weekdag                                               | Zaterdag                                              | Zondag                                                |
| ----------------------------------------------------- | ----------------------------------------------------- | ----------------------------------------------------- | ----------------------------------------------------- |
| 1977                                                  | 655                                                   | 143                                                   | 130                                                   |
| 1978                                                  | 585                                                   | 122                                                   | 140                                                   |
| 1979                                                  | 569                                                   | 157                                                   | 110                                                   |
| 1980                                                  | 507                                                   | 134                                                   | 111                                                   |
| 1981                                                  | 428                                                   | 108                                                   | 117                                                   |
| 1982                                                  | 494                                                   | 95                                                    | 103                                                   |
| 1983                                                  | 391                                                   | 87                                                    | 74                                                    |
| 1984                                                  | 362                                                   | 59                                                    | 60                                                    |
| 1985                                                  | 356                                                   | 89                                                    | 58                                                    |
| 1986                                                  | 373                                                   | 56                                                    | 45                                                    |
| 1987                                                  | 331                                                   | 58                                                    | 90                                                    |
| 1988                                                  | 334                                                   | 46                                                    | 60                                                    |
| 1989                                                  | 338                                                   | 60                                                    | 45                                                    |
| 1990                                                  | 346                                                   | 59                                                    | 54                                                    |
| 1991                                                  | 374                                                   | 61                                                    | 43                                                    |
| 1992                                                  | 285                                                   | 53                                                    | 41                                                    |
| 1993                                                  | 241                                                   | 59                                                    | 33                                                    |
| 1994                                                  | 161                                                   | 61                                                    | 39                                                    |
| 1995                                                  | 119                                                   | 26                                                    | 78                                                    |
| 1996                                                  | 143                                                   | 29                                                    | 25                                                    |
| 1997                                                  | 150                                                   | 39                                                    | 32                                                    |
| 1998                                                  | 189                                                   | 48                                                    | 38                                                    |
| 1999                                                  | 174                                                   | 70                                                    | 44                                                    |
| 2000                                                  | 194                                                   | 88                                                    | 52                                                    |
| 2001                                                  | 209                                                   | 60                                                    | 28                                                    |
| 2002                                                  | 191                                                   | 69                                                    | 44                                                    |
| 2003                                                  | 172                                                   | 69                                                    | 42                                                    |
| 2004                                                  | 184                                                   | 52                                                    | 41                                                    |
| 2005                                                  | 220                                                   | 52                                                    | 72                                                    |
| 2006                                                  | 179                                                   | 76                                                    | 57                                                    |
| 2007                                                  | 238                                                   | 74                                                    | 66                                                    |
| 2008                                                  | -                                                     | -                                                     | -                                                     |
| 2009                                                  | 265                                                   | 43                                                    | 51                                                    |
| 2010                                                  | -                                                     | -                                                     | -                                                     |
| 2011                                                  | -                                                     | -                                                     | -                                                     |
| 2012                                                  | 343                                                   | 112                                                   | 77                                                    |
| 2013                                                  | 319                                                   | 103                                                   | 81                                                    |
| 2014                                                  | 376                                                   | 90                                                    | 60                                                    |
| 2015                                                  | 407                                                   | 68                                                    | 82                                                    |
| 2016                                                  | 402                                                   | 87                                                    | 79                                                    |
| 2017                                                  | 425                                                   | 84                                                    | 61                                                    |
| 2018                                                  | 457                                                   | 79                                                    | 66                                                    |
| 2019                                                  | 514                                                   | 175                                                   | 114                                                   |
| 2020                                                  | 360                                                   | 126                                                   | 72                                                    |
| 2021                                                  | -                                                     | -                                                     | -                                                     |
| 2022                                                  | 524                                                   | 212                                                   | 123                                                   |
| 2023                                                  | 694                                                   | 242                                                   | 124                                                   |
| 2024                                                  | 740                                                   | 304                                                   | 192                                                   |

0,0: Brussel-Zuid ·
3,9: Vorst-Zuid ·
6,0: Ruisbroek ·
9,1: Lot ·
11,1: Buizingen ·
13,6: Halle ·
16,0: Lembeek ·
18,1: Tubeke-Noord ·
18,7: Tubeke ·
20,9: Stéhoux ·
23,7: Hennuyères ·
25,5: Hennuyères-Village ·
29,6: 's-Gravenbrakel ·
35,8: Zinnik ·
41,1: Neufvilles ·
44,8: Masnuy-Saint-Pierre ·
48,6: Jurbeke ·
51,6: Erbisoeul ·
54,6: Ghlin ·
57,5: Nimy-Maisières ·
60:3: Bergen ·
62,2: Cuesmes ·
67,1: Frameries ·
69,4: Genly ·
71,2: Blaregnies ·
74,9: Quévy